# Augustin-Alexandre Dumont

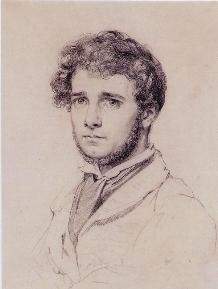
Auguste-Hyacinthe Debay: Porträt von Augustin-Alexandre Dumont, Kohlestiftzeichnung (1829)

Augustin-Alexandre Dumont oder Auguste Dumont (* 14. August 1801 in Paris; † 28. Januar 1884 ebenda) war ein französischer Bildhauer.

## Leben

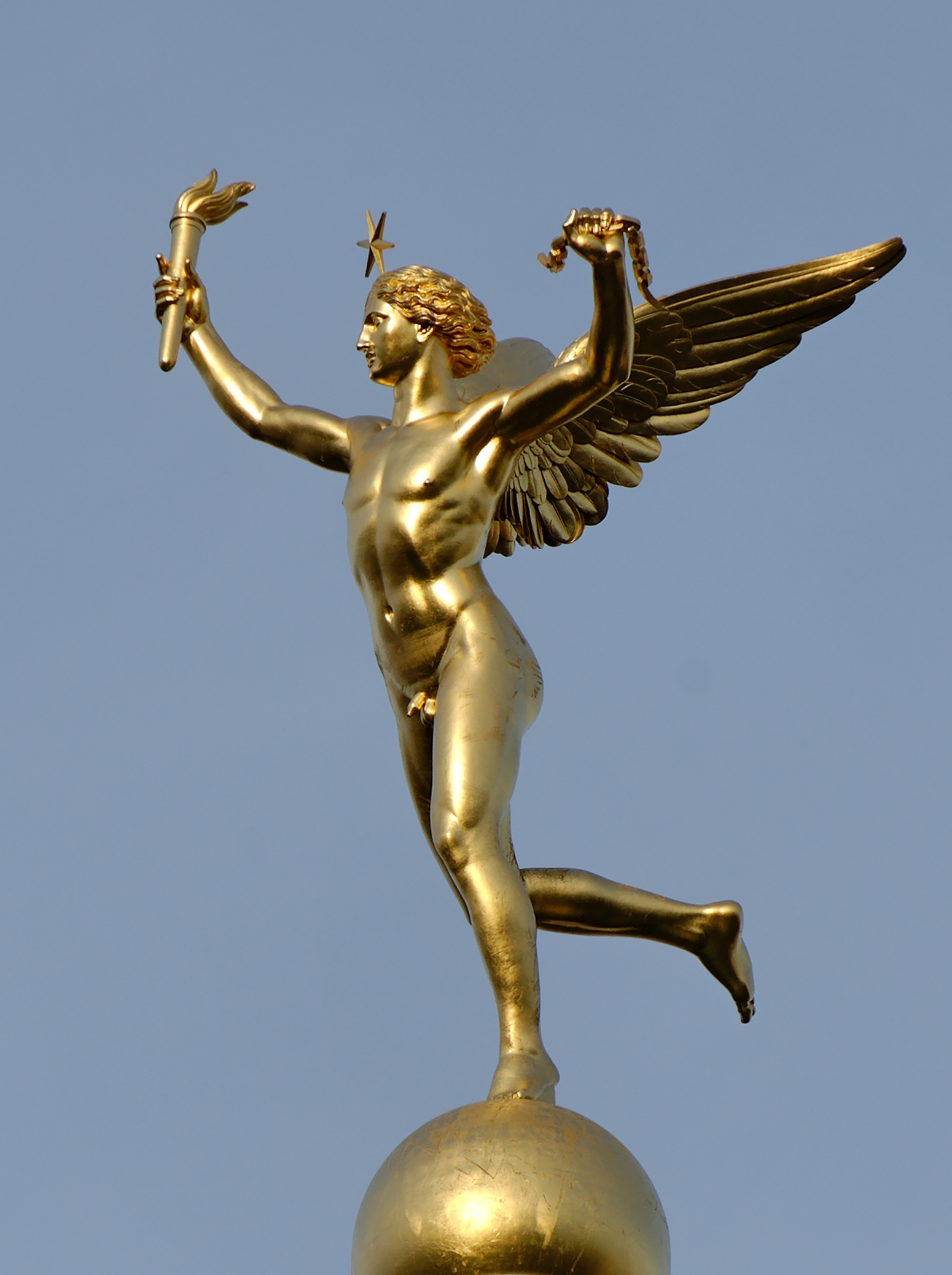
Le Génie de la Liberté, Julisäule, Paris, Place de la Bastille

Augustin-Alexandre war der älteste Sohn von drei Kindern des Künstlerehepaares, Jacques-Edme Dumont (1761–1844) und Marie Louise Elisabeth Curton. Seine jüngere Schwester Jeanne Louise (1804–1875) war eine bekannte Pianistin und Komponistin. Die Familie lebte in der neu gegründeten Künstlersiedlung an der Sorbonne und Augustin-Alexandre wuchs in einer liberalen und kulturellen Umgebung auf. Schon früh erkannte sein Vater das Talent seines Sohnes und riet ihm eindringlich zum Studium in Paris. Er schrieb sich an der renommierten École des Beaux-Arts ein, um unter Pierre Cartellier weiter zu studieren. Im Jahr 1823 gewann Dumont mit einer Skulptur den Prix de Rome und somit ein mehrjähriges Künstlerstipendium mit Aufenthalt in Rom. In den nächsten sieben Jahren studierte Dumont die Alten Meister der Renaissance und des Barocks. Nach seiner Rückkehr nach Frankreich eröffnete er ein Atelier in Paris. Dumont fertigte umfassende monumentale Porträtstatuen und allegorischen Gestalten für öffentliche Gebäude.

## Auszeichnungen
- 1836: Ritter der Ehrenlegion
- 1852: Lehrer an der École des Beaux-Arts
- 1852: Assoziiertes Mitglied der Académie royale des Sciences, des Lettres et des Beaux-Arts de Belgique[1]
- 1855: Offizier der Ehrenlegion
- 1863: Professor an der École des Beaux-Arts
- 1870: Kommandeur der Ehrenlegion

## Sonstiges
- Die Familie Dumont gehörte Mitte des 18. Jahrhunderts zu den ausgesuchten Künstlerfamilien, die im Louvre wohnen konnten. So wurde Augustin-Alexandre Dumont noch im Louvre geboren, bevor seine Eltern im Jahr 1804 in die Nähe der Sorbonne zogen. Eine seiner Schülerinnen war Hélène Bertaux.